# Філ Донаг'ю
Філ Донаг'ю (англ. Phillip John «Phil» Donahue; 21 грудня 1935, Клівленд, штат Огайо — 19 серпня 2024) — відомий американський журналіст, телеведучий та режисер. Ствержується, що завдяки йому «в 60-х роках XX ст. в США виник такий жанр телепрограми, як ток-шоу… до кінця 1980-х рр. цей жанр набув широкої популярності не лише в Америці, але й в усьому світі». 1996 року обійняв 42 місце в перелікові TV Guide «50 найвеличніших ТБ-зірок всіх часів» (англ. 50 Greatest TV Stars of All Time). Найбільшої популярності в радянських телеглядачів набув як ведучий телемостів СРСР-США. В книзі «Влад Лістьєв. Упереджений реквієм» сказано, що телемости з'явились «з особистого благословення» Горбачова. Помер від тривалої хвороби 19 серпня 2024 року.

## Біографія

### Освіта
- 1953 року Донаг'ю став членом першого випуску середньої школи Святого Едуарда.
- Закінчив Університет Нотр-Дам, ставши бакалавром ділового адміністрування 1957 року[5].

### Телебачення

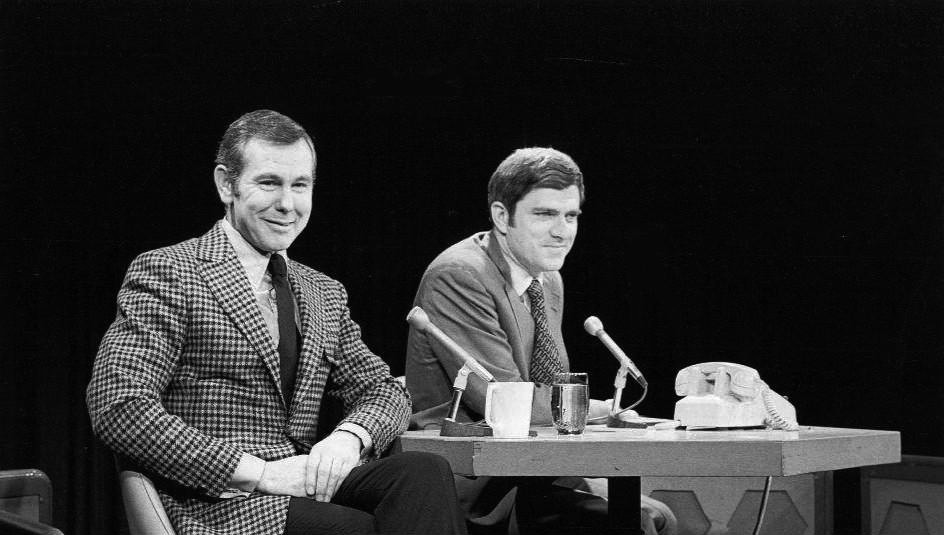
Джонні Карсон та Філ Донаг'ю

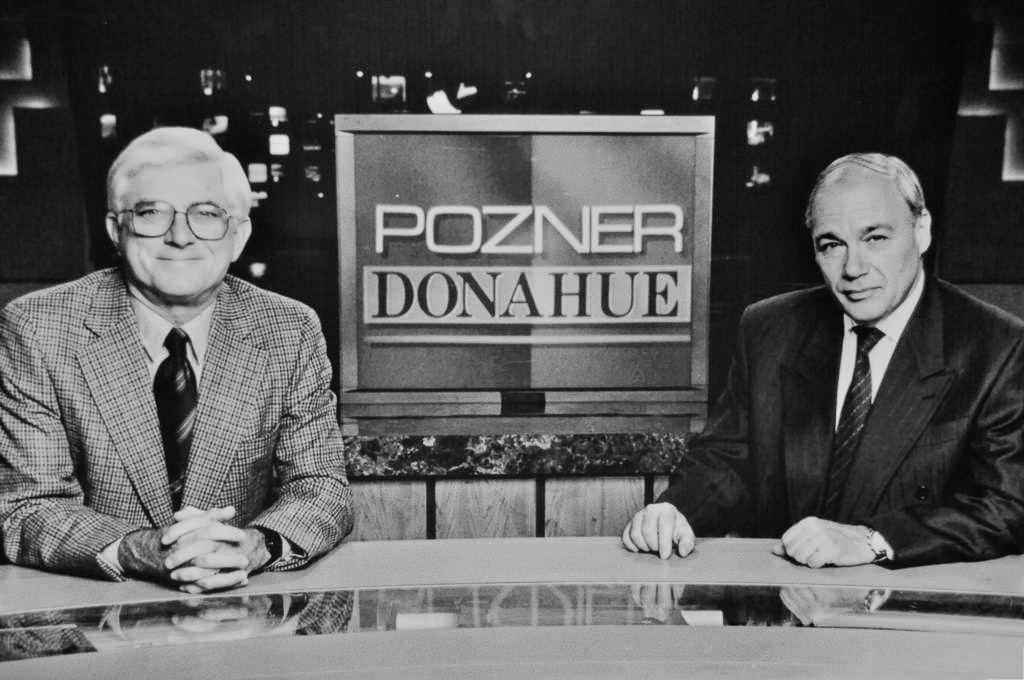
Програма «Pozner & Donahue», 1990-ті роки

- Починав асистентом режисера на радіостанції KYW та на телебаченні в Клівленді.
- Працював зовнішнім кореспондентом каналу CBS у вечірньому випускові новин.
- Вів ранковий випуск останніх подій на каналі WHIO-TV в Айдахо.
- 6 листопада 1967 року запустив власне «Шоу Філа Донаг'ю» (WDTN) в Дейтоні.
- 22 січня 1987 року Донаг'ю приїхав до СРСР (Ленінград, Київ, Москва). Того ж року його шоу транслювались по радянському телебаченню, що пропагувало жанр ток-шоу в СРСР.
- До 1996 року в парі з Володимиром Познером веде щотижневу програму Pozner & Donahue на телеканалі CNBC.
- В травні 1996 року вийшов останній випуск програми «Шоу Філа Донаг'ю», яка стала рекордною за тривалістю ток-шоу за всю історію американського телебачення.
- В липні 2002 року на запрошення каналу MSNBC Філ повернувся в ефір, але його шоу цього разу виходило лише сім місяців. 28 лютого 2003 року, незадовго до початку бойових дій в Іракові, Донаг'ю звільнили: «Керівництво каналу Ен-Бі-Сі заявило, що передачу закрито через низький рейтинг. Але, відповідно до незалежних досліджень, програма Донаг'ю обіймала третє місце серед аналогічних програм. Сам телеведучий назвав те, що відбулось, політичним рішенням»[6].
- 2007 року Донаг'ю разом з незалежним кінорежисером Еллен Спіро спродюсував документальну стрічку «Body of War», справжню історію 24-річного військовослужбовця Томаса Янґа, інваліда війни в Іраку. В листопаді 2007 року фільм увійшов до переліку 15 документальних проектів, номінованих на «Оскар» Академією кінематографічних мистецтв та наук[7].

### Нагороди
- За програму «Шоу Філа Донаг'ю» телеведучий неодноразово отримував нагороду «Еммі».

### Сім'я
- 1957 року Філ одружився з актрисою Мардж Куні, розлучився 1975 року, в шлюбові народжено п'ятеро дітей.
- Другий шлюб 1980 року уклав з Марло Томас.